# Danmark (île)
Danmark est un îlot de la commune de Bærum ,  dans le comté d'Akershus en Norvège.

## Description
L'îlot est situé dans l'Oslofjord intérieur, dans la baie de Sandvika.
Bien que la signification originale ne soit pas exactement vérifiée, le nom de l'îlot reflète la plaisanterie (amicale) des Norvégiens sur la taille géographique relativement petite du Danemark proprement dit. Comme le Danemark, cet îlot est plat et petit. Le nom est antérieur à 1814, lorsque l'union connue sous le nom de Danemark-Norvège a été dissoute.
Les Danois vivant dans la région d'Oslo ont pour tradition de se rassembler sur l'île le jour de la Constitution du Danemark, le 5 juin.